# Villers-Saint-Christophe

Villers-Saint-Christophe este o comună în departamentul Ain, Franța. În 1 ianuarie 2022 avea o populație de 419 de locuitori.